# Kamezuka Koen
Le Kamezuka Kōen (亀塚公園, qui signifie « le parc de la tombe de la tortue ») est un jardin d'enfants situé dans l'arrondissement de Minato Mita 4-16-20 à Tokyo.
Il se trouve sur le plateau de Tsuki no Misaki.

## Galerie d'images

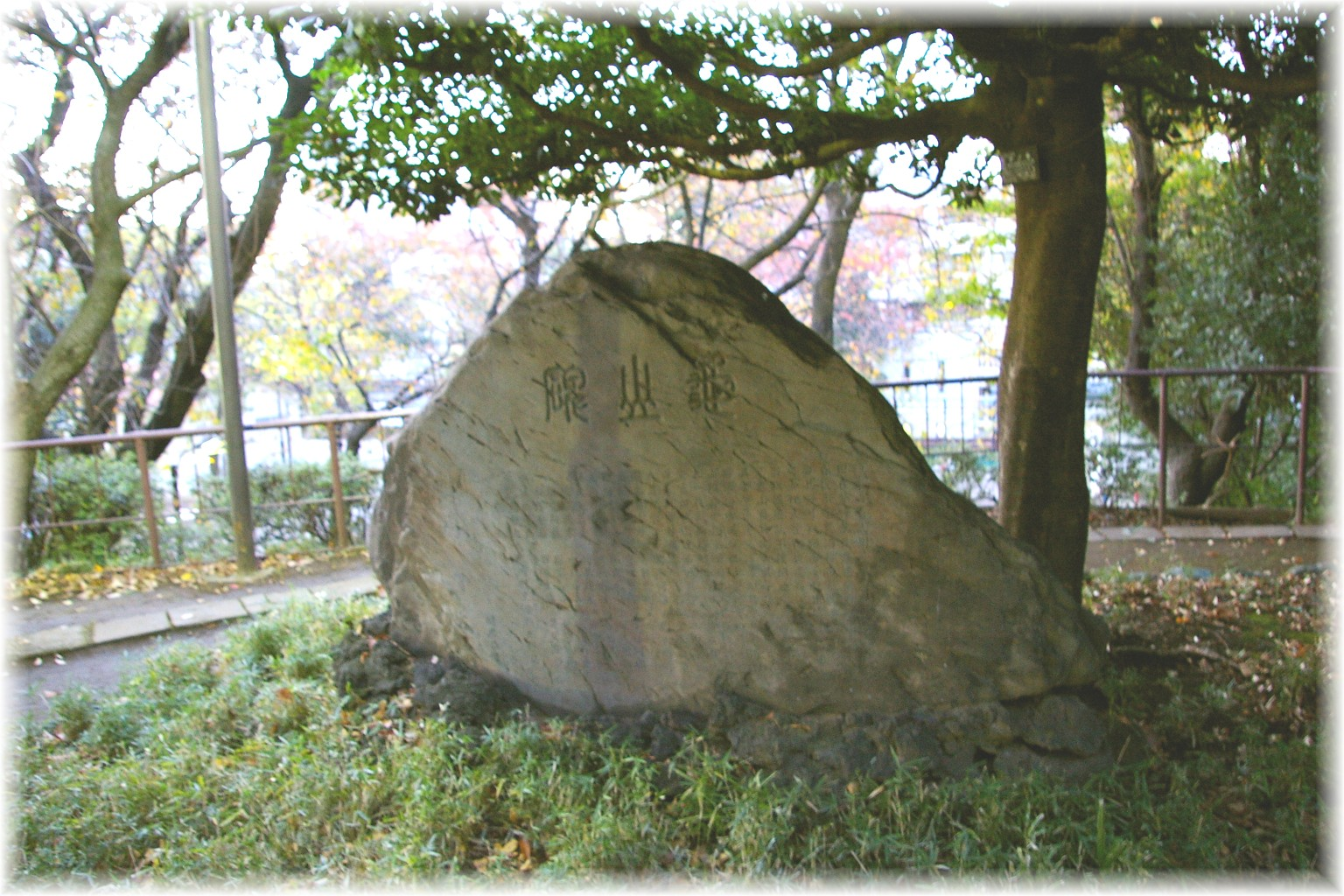
Monument de pierre du monticule de la tortue
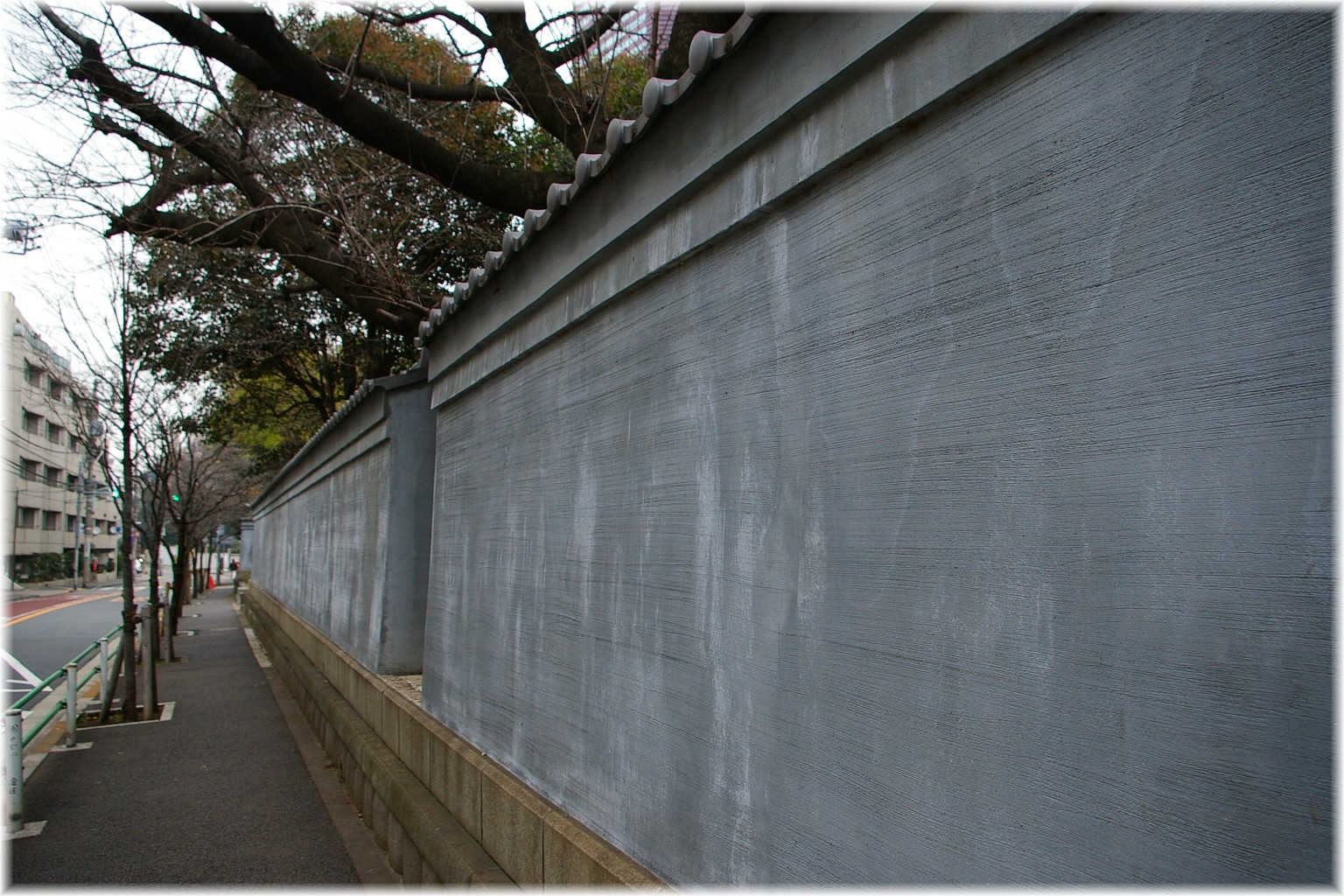
Mur extérieur de ce qui était la résidence de Kacho no miya

## Sources
- (en) Cet article est partiellement ou en totalité issu de l’article de Wikipédia en anglais intitulé « Kamezuka Koen » (voir la liste des auteurs).